# Calore Lucano

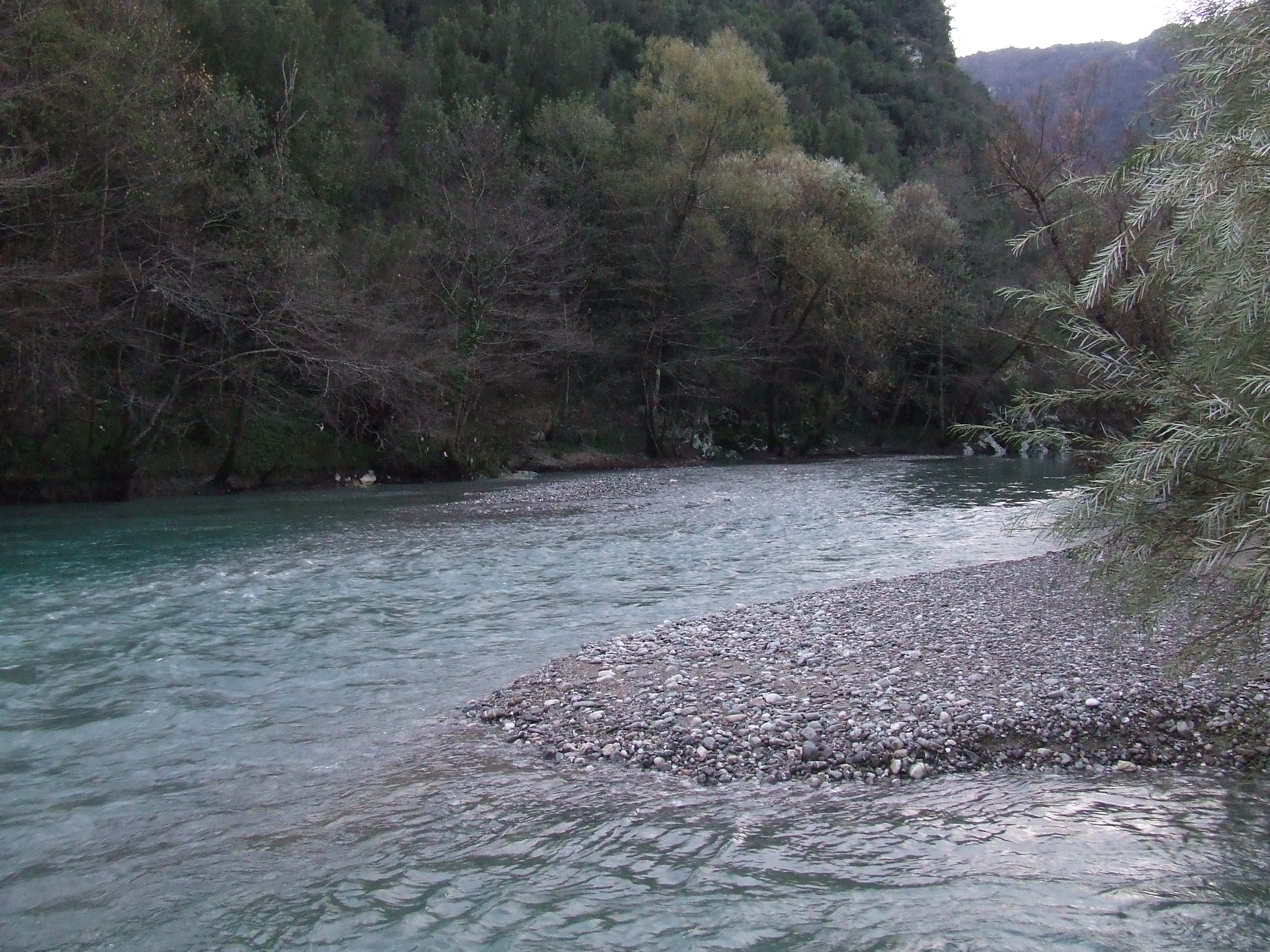
Il Calore Lucano in prossimità di Felitto

Il Calore Lucano o Salernitano (per distinguerlo dall'altro omonimo Calore Irpino, affluente del Volturno) è un fiume della Campania, importante affluente di sinistra del fiume Sele al quale si congiunge non lontano dalle rovine di Paestum.

## Percorso del fiume Calore
Sgorga sulle pendici settentrionali del Monte Cervati, da alcune grosse polle ai piedi di un'alta parete rocciosa, all'interno di un'estesa faggeta, in una località chiamata Festole, non lontana dall'area forestale di Pruno.
Il suo corso si svolge interamente nella provincia di Salerno, all'interno del Cilento, per una lunghezza di 70 chilometri, facendosi strada in un bacino caratterizzato, soprattutto nella parte alta, da località impervie e di difficile accesso.
Per lunghi tratti infatti, il suo alveo si infossa tra strette e alte pareti rocciose, dando vita ad escavazioni fluviali nelle rocce che prendono il nome di Gole del Calore, come accade a Valle dell'Angelo, (Gole del Festolaro) presso il centro abitato di Laurino nella gola del Monte Pescorubino, tra le località di Magliano Nuovo e Felitto.

## Caratteristiche
Il Calore riveste una notevole importanza, oltre che dal punto di vista paesaggistico e idrografico, anche da quello naturalistico. Infatti, nel comprensorio del Sele e dei suoi affluenti (tra cui il Tanagro ed i torrenti Fasanella e Trenico), come in altri fiumi del Cilento, è attestata la stabile presenza di esemplari della rara Lontra europea.
Fa parte dell'elenco dei siti d'importanza comunitaria per la regione biogeografica mediterranea, ai sensi della direttiva 92/43/CEE.

## Ponti medievali
Attraversando il territorio dei vari comuni della Valle del Calore, sin dal Medioevo vi è stata necessità di trovare soluzioni per l'attraversamento del fiume, dovendo sopperire alla difficoltà delle sponde ubicate ad altezze elevate a causa delle gole createsi nel corso dei millenni. Nel mezzo del borgo di Piaggine si incontra il primo ponte medievale, al di sopra di una cascata. A Laurino sono presenti due ponti: il primo è nei pressi della Chiesa di Santa Elena, il secondo ai piedi del paese. Presso Magliano Nuovo, all'ingresso delle Gole, vi è il ponte dalle dimensioni maggiori, che fungeva da importante collegamento tra Magliano e Felitto. Proprio a Felitto vi è l'ultimo ponte, presso l'ultima gola che il fiume attraversa prima di dipanarsi nella piana. La tipologia di costruzione è prevalentemente quella definita a "schiena d'asino".